# Molossops
Molossops és un gènere de ratpenats de la família dels molòssids que es troba a Sud-amèrica i a Centreamèrica.

## Taxonomia
Subgènere Cabreramops
- Ratpenat cuallarg de Cabrera (Molossops aequatorianus)

Subgènere Neoplatymops
- Ratpenat cuallarg del Mato Grosso (Molossops mattogrossensis)

Subgènere Molossops
- Ratpenat cuallarg de Surinam (Molossops neglectus)
- Ratpenat cuallarg de Temminck (Molossops temminckii)